# IKAROS
För andra betydelser, se Ikaros (olika betydelser).
IKAROS (Interplanetary Kite-craft Accelerated by Radiation of the Sun) (japanska: 小型ソーラー電力セイル実証機), är en japansk obemannad rymdsond. Den skickades iväg den 21 maj 2010, med en H-IIA-raket, tillsammans med  Akatsuki och fyra andra mindre rymdfarkoster. 
IKAROS blev första rymdfarkost att framgångsrikt demonstrera solsegeltekniken ute i den interplanetatiska rymden.
Den 8 december 2010 passerade sonden Venus.

### Fotnoter
1. ↑  ”NASA Space Science Data Coordinated Archive” (på engelska). NASA. https://nssdc.gsfc.nasa.gov/nmc/spacecraft/display.action?id=2010-020E. Läst 7 april 2020.
2. ↑  Stephen Clark (20 maj 2010). ”H-2A Launch Report – Mission Status Center”. Spaceflight Now. http://www.spaceflightnow.com/h2a/akatsuki/status.html. Läst 6 augusti 2014.
3. ↑  ”Launch Day of the H-IIA Launch Vehicle No. 17(H-IIA F17)”. JAXA. 3 mars 2010. Arkiverad från originalet den 3 juni 2013. https://web.archive.org/web/20130603022829/http://www.jaxa.jp/press/2010/03/20100303_h2af17_e.html. Läst 6 augusti 2010.